# Joe Bendik
Joseph T. "Joe" Bendik (Marietta, 25 april 1989) is een Amerikaans voetballer die als doelman speelt. Sinds 2015 staat hij onder contract bij Orlando City SC, dat uitkomt in de Major League Soccer.

## Carrière
Bendik voltooide tussen 2006 en 2009 een universitaire opleiding aan de Clemson University, waardoor hij aangesloten was bij het schoolteam, de Clemson Tigers. In 2010 tekende hij een contract bij de toenmalige Noorse tweedeklasser Sogndal Fotball. Als reservedoelman speelde Bendik tijdens zijn eerste seizoen slechts vier wedstrijden voor de club. Sogndal werd in ditzelfde seizoen kampioen in de Adeccoligaen, waardoor het promotie wist af te dwingen voor het hoogste niveau. In de Tippeligaen speelde Bendik ook slechts vijf wedstrijden voor de club, waarna hij in 2012 terugkeerde naar zijn geboorteland door een contract te tekenen bij de Portland Timbers. Ook tijdens zijn seizoen bij Portland kwam hij slechts weinig aan spelen toe. 
Aan het einde van 2012 maakte Bendik deel uit van een ruildeal tussen Portland en Toronto FC. Bij de Canadese club die uitkomt op het Amerikaanse hoogste niveau werd hij door de blessure van Stefan Frei  wel meteen de eerste doelman, wat hij bleef tot aan zijn eigen blessure in 2015. Na het seizoen 2015 sloot hij aan bij zijn huidige club Orlando City SC. Hier speelde hij in 2016 voor de eerste maal in zijn carrière iedere wedstrijd van een reguliere competitie.
Bendik won in 2016 de prijs voor "Save of the Year", voor een tussenkomst die hij voor Orlando uitvoerde in een wedstrijd tegen Sporting Kansas City.